# Wereldbeker schaatsen 2008/2009 - Wereldbeker 8
De Wereldbeker schaatsen 2008/09/Wereldbeker 8 werd gehouden op zaterdag 14 februari en zondag 15 januari in Thialf, Heerenveen. Tijdens het tweedaagse evenement zijn er races gehouden op de 1500 meter en 5000/10.000 meter.

## Wedstrijdschema
Hieronder het geplande tijdschema van de wedstrijd, alle aangegeven tijdstippen zijn Midden-Europese Tijd.
| Datum       | Tijd  | Afstanden                      |
| ----------- | ----- | ------------------------------ |
| 14 februari | 13:30 | 1500 m mannen 5000 m vrouwen   |
| 15 februari | 13:30 | 1500 m vrouwen 10.000 m mannen |

## Nederlandse deelnemers
| Afstand | Geslacht | Deelnemers, A- of B-groep | Deelnemers, A- of B-groep | Deelnemers, A- of B-groep | Deelnemers, A- of B-groep | Deelnemers, A- of B-groep | Deelnemers, A- of B-groep | Deelnemers, A- of B-groep | Deelnemers, A- of B-groep | Deelnemers, A- of B-groep | Deelnemers, A- of B-groep |
| ------- | -------- | ------------------------- | ------------------------- | ------------------------- | ------------------------- | ------------------------- | ------------------------- | ------------------------- | ------------------------- | ------------------------- | ------------------------- |
|         |          |                           |                           |                           |                           |                           |                           |                           |                           |                           |                           |
| 1500m   | Mannen   | Kramer                    | A                         | Tuitert                   | A                         | Groothuis                 | A                         | Olde Heuvel               | A                         | Kuipers                   | A                         |
| 1500m   | Vrouwen  | Van Riessen               | A                         | Wüst                      | A                         | Van Deutekom              | A                         | Van der Geest             | A                         | Leenstra                  | A                         |
|         |          |                           |                           |                           |                           |                           |                           |                           |                           |                           |                           |
| 10.000m | Mannen   | Kramer                    | A                         | De Jong                   | A                         | Bloemen                   | A                         | Verheijen                 | A                         | Ooijevaar                 | B                         |
| 5000m   | Vrouwen  | Groenewold                | A                         | De Vries                  | B                         | Smit                      | A                         | Valkenburg                | A                         | Voorhuis                  | A                         |

## Podia

### Mannen
| Afstand:         | Goud:                        | Tijd     | Zilver:                | Tijd     | Brons:                            | Tijd     |
| 1500 m details   | Shani Davis Verenigde Staten | 1.45,40  | Enrico Fabris Italië   | 1.45,88  | Trevor Marsicano Verenigde Staten | 1.46,09  |
| 10.000 m details | Sven Kramer Nederland        | 13.03,51 | Håvard Bøkko Noorwegen | 13.07,93 | Bob de Jong Nederland             | 13.09,16 |

### Vrouwen
| Afstand:       | Goud:                      | Tijd    | Zilver:                     | Tijd    | Brons:                 | Tijd    |
| 1500 m details | Anni Friesinger Duitsland  | 1.57,48 | Christine Nesbitt Canada    | 1.57,58 | Kristina Groves Canada | 1.58,40 |
| 5000 m details | Martina Sáblíková Tsjechië | 6.59,08 | Stephanie Beckert Duitsland | 7.01,33 | Kristina Groves Canada | 7.05,08 |